# Allmänna bastun

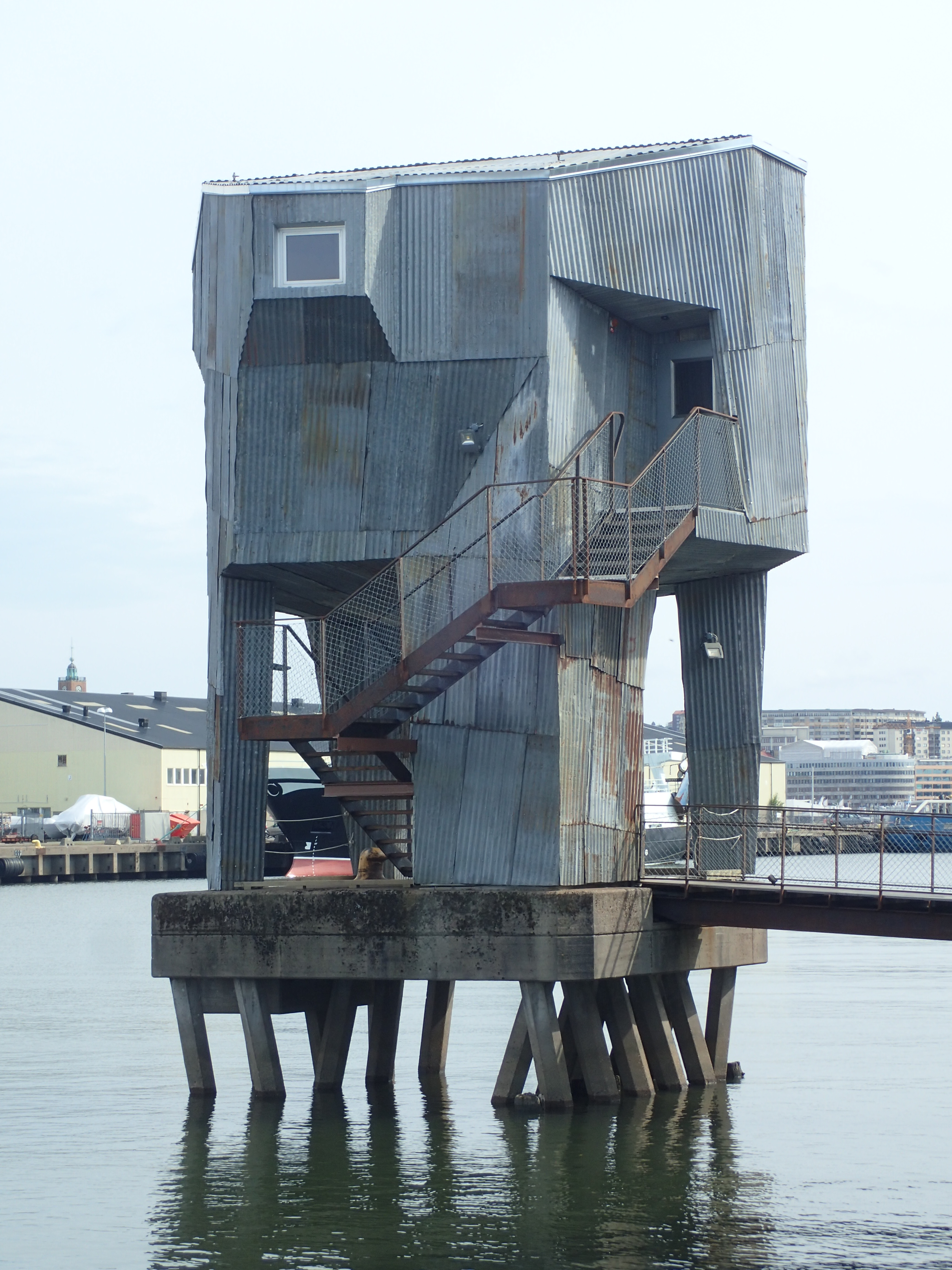
Allmänna bastun, juni 2016.

Allmänna bastun är en bastu i Jubileumsparken i Frihamnen i Göteborg. Bastun är byggd av återvunnet material och öppnade 2015 och är en del i stadens 400-årsjubileum.
Bastun började byggas i september 2014, då allmänheten deltog i en workshop ledd av arkitektbyrån Raumblaborberlin. Fasaden består av återvunnen plåt och väggarna i omklädningsrummen är byggda av 12 000 återvunna glasflaskor. Bastun är byggd på en dykdalb av betong i rännan mellan Kvillepiren och Norra Frihamnspiren. En kort bro från Kvillepiren leder ut till bastubyggnaden i hamnbassängen. Den är placerad fyra meter över vattnet och rymmer 20 personer. Bastun öppnade den 18 februari 2015.
I september 2015 nominerades bastun till Kasper Salin-priset för Sveriges bästa byggnad 2015.
I en namntävling, arrangerad av SVT Nyheter Väst, fick bastun namnet Svettekörka (Svettekôrka).